# Steyr AUG
L'AUG è un fucile d'assalto bullpup austriaco prodotto dalla Steyr Mannlicher GmbH & Co KG, camerato in versione standard per il proiettile 5,56 × 45 mm NATO. Il nome dell'arma è l'acronimo di Armee Universal Gewehr (fucile universale per esercito). L'arma fu progettata in modo da poter essere facilmente adattata a qualunque situazione: il risultato è un fucile modulare adatto a pressoché qualsiasi ruolo. Il fucile venne adottato dall'esercito austriaco nel 1977 con la denominazione StG 77 rimpiazzando così il vecchio StG 58 in calibro 7,62 mm NATO (basato sul progetto del FAL).
Il fucile è adottato al momento dalle forze armate di svariati paesi, tra cui Argentina, Australia, Nuova Zelanda, Bolivia, Ecuador, Irlanda, Lussemburgo, Arabia Saudita, Tunisia e Pakistan.

## Caratteristiche

Steyr AUG A2 (canna da 407 mm) con slitte MIL-STD-1913

Il fucile non presenta un selettore di fuoco, ma un grilletto progressivo Wimmersperg Spz-kr: se portato a metà corsa, l'arma sparerà a colpo singolo, a fine corsa in fuoco automatico. Quando la sicura è inserita, il grilletto è disabilitato. Alcune versioni dell'arma presentavano un sistema che permetteva di interrompere la corsa del grilletto alla posizione di fuoco automatico.
Il fucile è alimentato tramite caricatori a doppia colonna in polimero ultraresistente trasparenti. La versione mitragliatrice leggera sfrutta caricatori appositi da 42 colpi invece che 30. I caricatori dell'AUG sono impiegati anche nel FALMP III Type 2 argentino (sostanzialmente un FAL prodotto in Argentina).
È presente, integrata nel castello, una maniglia di trasporto che funge anche da supporto per lo Swarovski Optik da 1,5 ingrandimenti. Il reticolo è costituito da un semplice anello nero con un rangefinder realizzato in maniera tale che un uomo alto 1,80 m e posto a 300 m lo occupi interamente, permettendo in tal modo al tiratore di stimare accuratamente la distanza. L'ottica non può essere tarata per una distanza diversa da 300 m, ma regolato unicamente in alzo e deriva: in questo modo qualunque bersaglio situato tra gli 0 e i 300 m è facilmente puntabile. Il fucile presenta anche un semplice sistema di mire metalliche (fornite di indicatori al trizio per un migliore puntamento notturno) montate sopra l'ottica, nel caso il sistema di puntamento principale finisca fuori uso. Per poter montare altri accessori, nel 1997 venne messo in produzione un Castello munito di slitta Picatinny.
Il fucile è consegnato con quattro caricatori, chiusura per la canna, otturatore per sinistrorsi, adattatore per sparare colpi a salve, kit di pulizia, cinghia e una baionetta (che può essere la M7 americana o la KCB-77 M1 tedesca).

## Modularità
Il fucile è completamente ambidestro. L'arma può essere utilizzata da un operatore mancino semplicemente sostituendo un otturatore destro con uno sinistro e coprendo la porta di eiezione sul lato destro dell'arma.
Le varianti includono modelli con canne standard (508 mm), canne compact (350 mm), canne carbine (da 407 mm) e canne LMG (da 621 mm).
I fucili che montano canne da 407 mm e 508 mm possono montare anche un lanciagranate sottocanna. Inoltre, le canne da 508 mm ad uso militare escono di fabbrica con l'attacco per la baionetta. La fabbrica, per le canne da 508 mm, garantisce due possibili forniture: la prima che comprende solo la canna militare, la seconda che comprende un lanciagranate integrato che può essere impiegato come arma a sé stante montando uno spessore per la spalla in fondo alla canna da 5,56 mm.

## Funzionamento

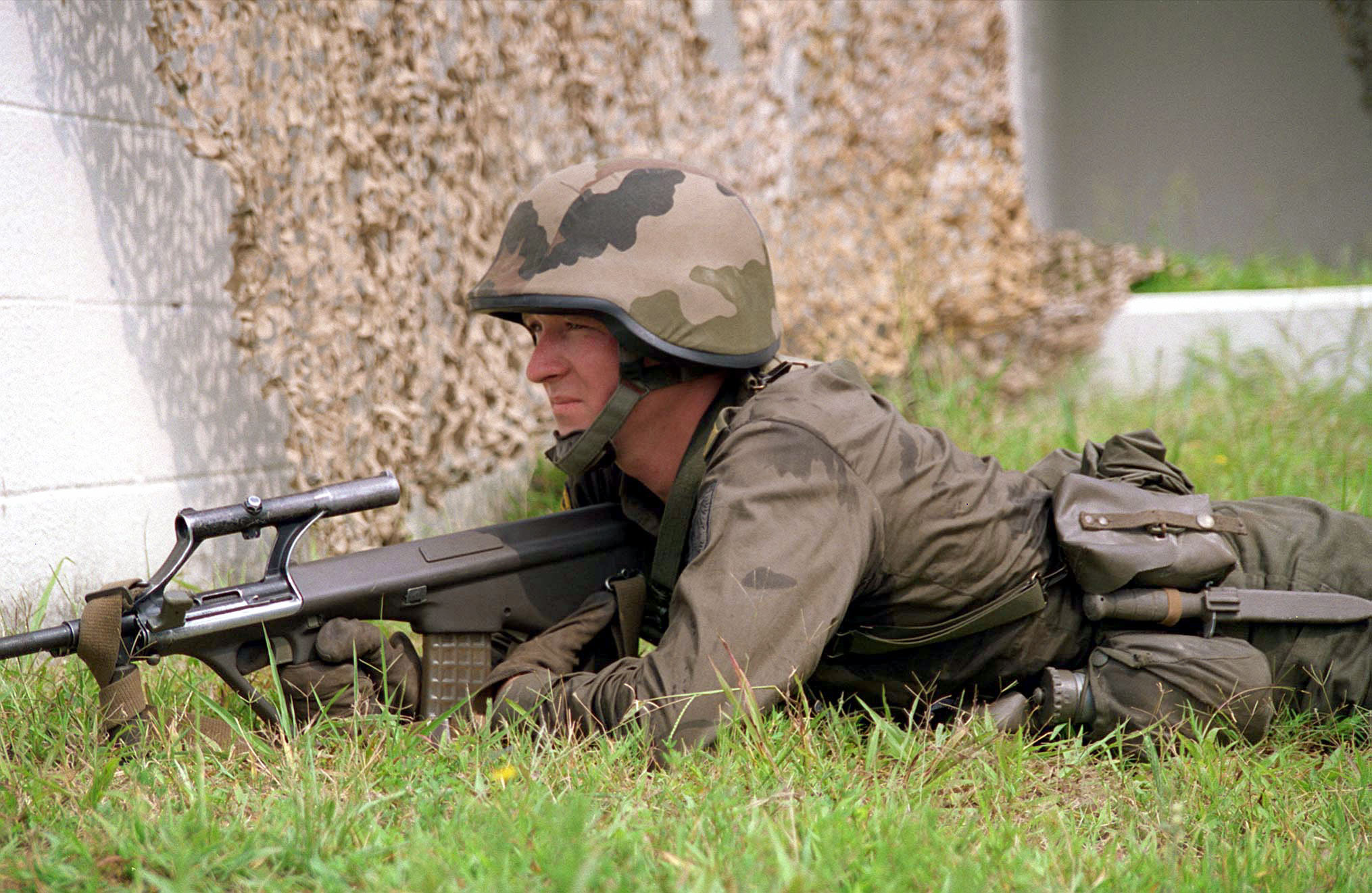
Soldato austriaco equipaggiato con la variante standard dell’AUG

L'otturatore rotante presenta una chiusura a sette perni e viene sbloccato mediante un perno sul corpo dell'otturatore e una guida scavata sul lato del porta-otturatore. L'otturatore comprende un estrattore che funge contemporaneamente da ottavo blocco e da un eiettore a molla.
Il cilindro per i gas è fuori asse rispetto alla canna sulla destra (verso il basso). Il sistema impiegato è quello di pistone a corsa corta. L'arma impiega una valvola per i gas a tre posizioni:
- Operazioni standard (marcata con un piccolo punto).
- Operazioni in condizioni di pulizia non ottimale (marcata con un punto grande).
- Lancio di granate (contrassegnata con GR).

Il meccanismo di sparo dell'AUG è situato all'interno del calcio, vicino alla spalla dell'operatore. Il meccanismo è realizzato interamente in plastica (ad eccezione della molla e dei perni) e si trova all'interno di un alloggiamento in plastica posto tra il caricatore e il fondo dell'arma. Durante il fuoco il gruppo otturatore scorre sopra l'alloggiamento riposizionando il percussore. Data la distanza del grilletto dal meccanismo di fuoco, la pressione viene trasmessa tramite un meccanismo che scorre accanto al caricatore.

## Realizzazione

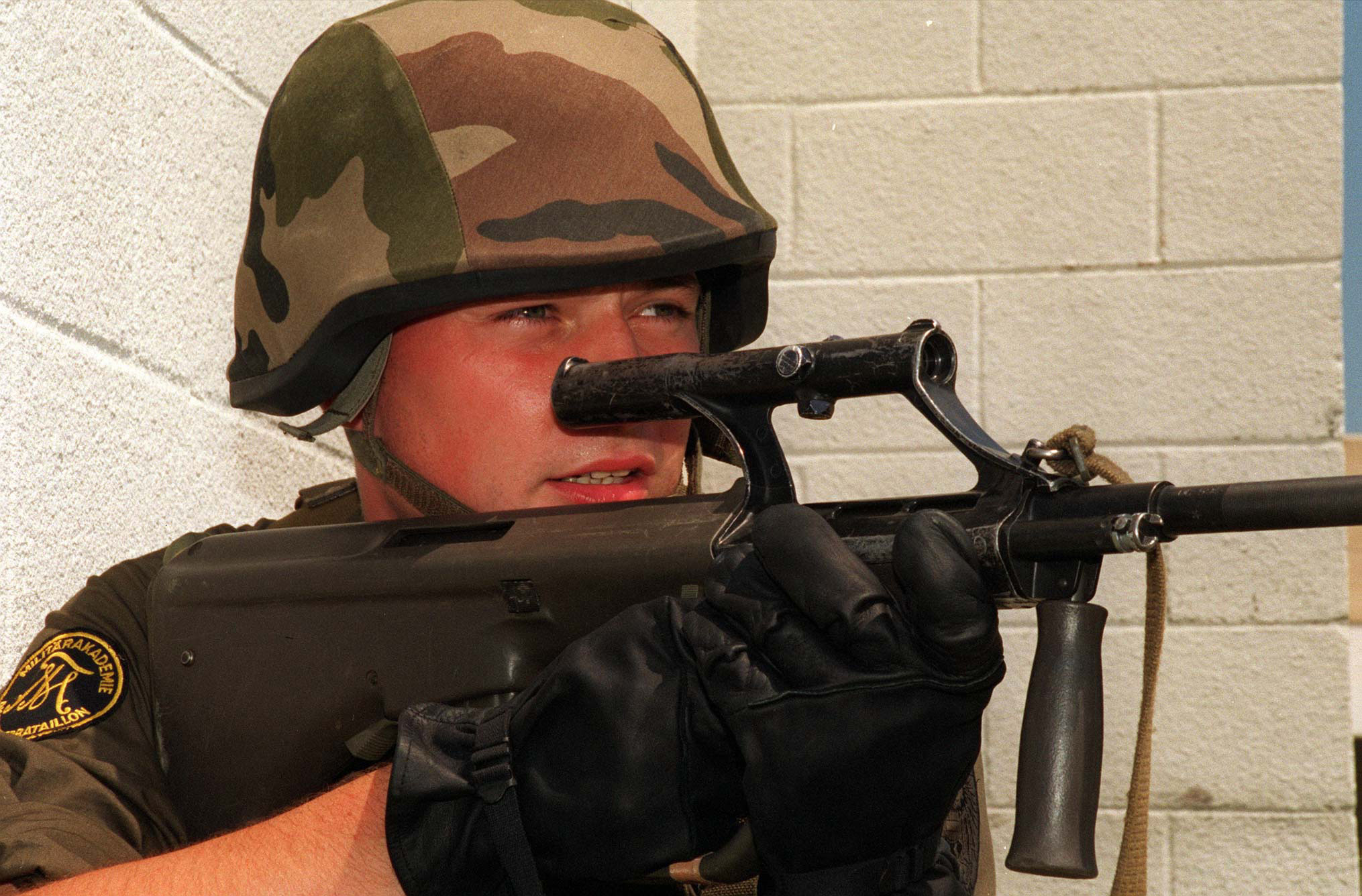
Un soldato austriaco con il suo AUG

La canna a cambio rapido dell'AUG è prodotta dalla sezione GFM-GmbH della Steyr, con cromatura di buona parte delle componenti per incrementare la durata del pezzo e la resistenza alla corrosione. La rigatura della canna standard è di 1:9 (228 mm). La canna si fissa al castello tramite un sistema con 8 perni ed è dotata di una maniglia pieghevole che aiuta la procedura di sostituzione. Le canne più corte possiedono un grip verticale fisso.
Il castello è ricavato da un'estrusione di alluminio rinforzata in acciaio. Contiene gli agganci per la canna e le guide per le parti mobili. La leva di armamento si trova sul lato sinistro del Castello ed è collegata alla guida sinistra del porta otturatore: è anche dotata di un meccanismo che permette di armare l'arma manualmente (ovvero senza rilasciare bruscamente la leva) in modo da evitare il rumore prodotto dallo scorrimento. Un dispositivo hold open mantiene l'otturatore aperto quando l'ultimo colpo viene sparato. L'AUG non ha un pulsante di rilascio otturatore (a differenza dell'M16 americano o nuovo HK416 tedesco), quindi la leva di armamento deve essere azionata per rilasciare l'otturatore dopo l'inserimento del caricatore.
La calciatura del fucile è realizzata in Poliammide-66 rinforzato con fibra di vetro. La guardia del grilletto è larga in modo da permettere il fuoco anche indossando guanti invernali. Il grilletto è collegato permanentemente all'impugnatura assieme ai perni. Subito dietro si trova il perno che tiene uniti calcio e castello dell'arma. Il rilascio caricatore è situato subito dietro l'alloggiamento del caricatore. Sopra il caricatore si trovano le due finestre per l'espulsione dei bossoli, una delle quali (a seconda del tiratore, destrorso o sinistrorso) sempre chiusa tramite una placca in plastica. Il calcio contiene il percussore e la parte terminale del percorso di scorrimento dell'otturatore. Sotto la copertura in gomma per la spalla si trova una cavità contenente il kit di pulizia.

## Varianti

Steyr AUG A1 (canna da 407 mm)

Steyr AUG A3

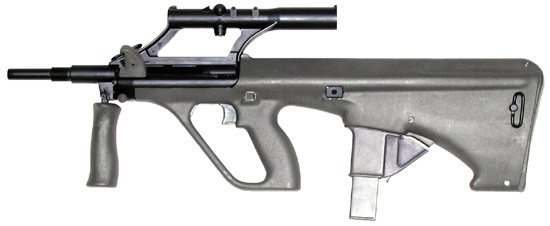
Steyr AUG 9 mm

Esiste una variante semiautomatica dell'arma, conosciuta come AUG P, disponibile per il mercato civile. Presenta una canna accorciata (407 mm) e un otturatore che non permette in alcun modo la modifica per rendere l'arma automatica. L'arma è inoltre dotata di un mirino di precisione diverso dalla variante militare.
La variante mitragliatrice leggera (chiamata AUG LMG) può essere modificata per sparare da otturatore aperto .
Basata sull'AUG, la Steyr ha sviluppato anche una versione 9 mm dell'arma. L'arma presenta un compensatore, una leva di armamento dalla forma diversa e un sistema di modifica dell'alloggiamento caricatore che permette di inserire i caricatori MPi69 (o alternativamente quelli della TMP) da 9 mm. È disponibile in commercio il kit (composto di canna, otturatore, adattatore per il caricatore e caricatore) per convertire la versione standard in 5,56 mm in quella 9 mm.
Di seguito tutte le varianti dell'AUG:
- AUG A0: versione standard introdotta nel 1978.
- AUG A1: versione migliorata introdotta nel 1982. Disponibile in colorazione nera o verde oliva[9].
- AUG A2: simile alla variante A1, ma dotata di leva di armamento semplificata e mirino ottico rimpiazzabile con slitta Picatinny[9].
- AUG A3: simile al modello A2, senza mirino ottico (sostituito dalla slitta Picatinny) e con rilascio otturatore esterno[10].
- AUG A3 SF (o AUG A2 Commando): variante che combina le caratteristiche del modello A2 con quelle del modello A3, con slitte Picatinny su mirino ottico e castello e rilascio otturatore esterno[11]. È stato adottato dalla forze speciali austriache nel 2007[12].
- AUG A3 SA USA: variante semiautomatica con canna da 407 mm appositamente prodotta per il mercato civile statunitense nel 2009[13][14].
- AUG P: variante semiautomatica del modello A1 con canna da 407 mm.
- AUG P Special Receiver: simile all'AUG P, ma dotata di slitta Picatinny sul lato superiore del castello.
- AUG Para (AUG SMG o AUG 9 mm): camerato per il 9 × 19 mm Parabellum e prodotto a partire dal 1988[1]. Differisce dal modello A1 per canna, otturatore, caricatore e alloggiamento caricatore[15]. È stato per qualche tempo disponibile il kit di conversione per questo modello[16].
- AUG A3 Para XS: variante in 9 mm della versione A3, analoga alla versione Para. Presenta una canna da 325 mm e un sistema di slitte Picatinny[17].
- AUG M203: variante adattata per montare il lanciagranate M203 sotto la canna.
- AUG LSW (Light Support Weapon): una famiglia di AUG modificati per soddisfare la richiesta di mitragliatrice leggere.
  - AUG H-BAR (Heavy-Barreled Automatic Rifle): versione con canna pesante per uso come mitragliatrice leggera.
  - AUG LMG (Light Machine Gun): variante basata sull'H-BAR, con sistema di sparo da otturatore aperto e ottica a 4 ingrandimenti.
  - AUG LMG–T: versione modificate della LMG, con il sistema di slitte del modello P Special Receiver.
- AUG H-BAR–T: variante da tiratore scelto, equipaggiata con ottica Kahles ZF69 6x42.
- AUG Z: variante semiautomatica, simile al modello A2, intesa per l'uso civile.
- AUG SA: variante semiautomatica della versione A1, costruita per il mercato civile Americano (prima del divieto di importazione del 1989).
- USR: versione del modello A2 appositamente realizzata con accorgimenti che la rendessero compatibile con il nuovo Automatic Weapon Ban. La differenza più grande è la mancanza di un soppressore di fiamma.

### AUG Australiani

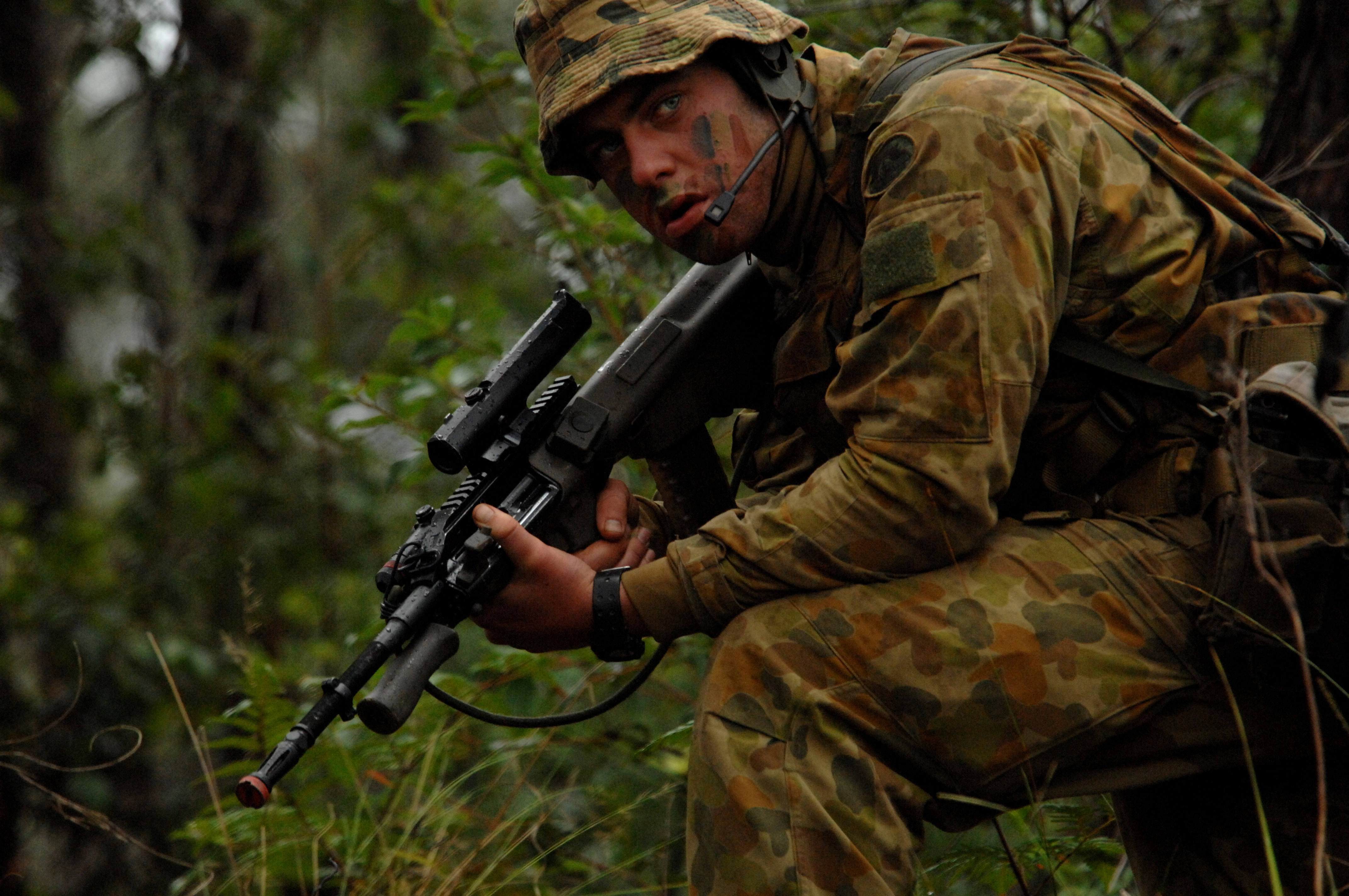
Soldato australiano armato con un’Austeyr F88S.

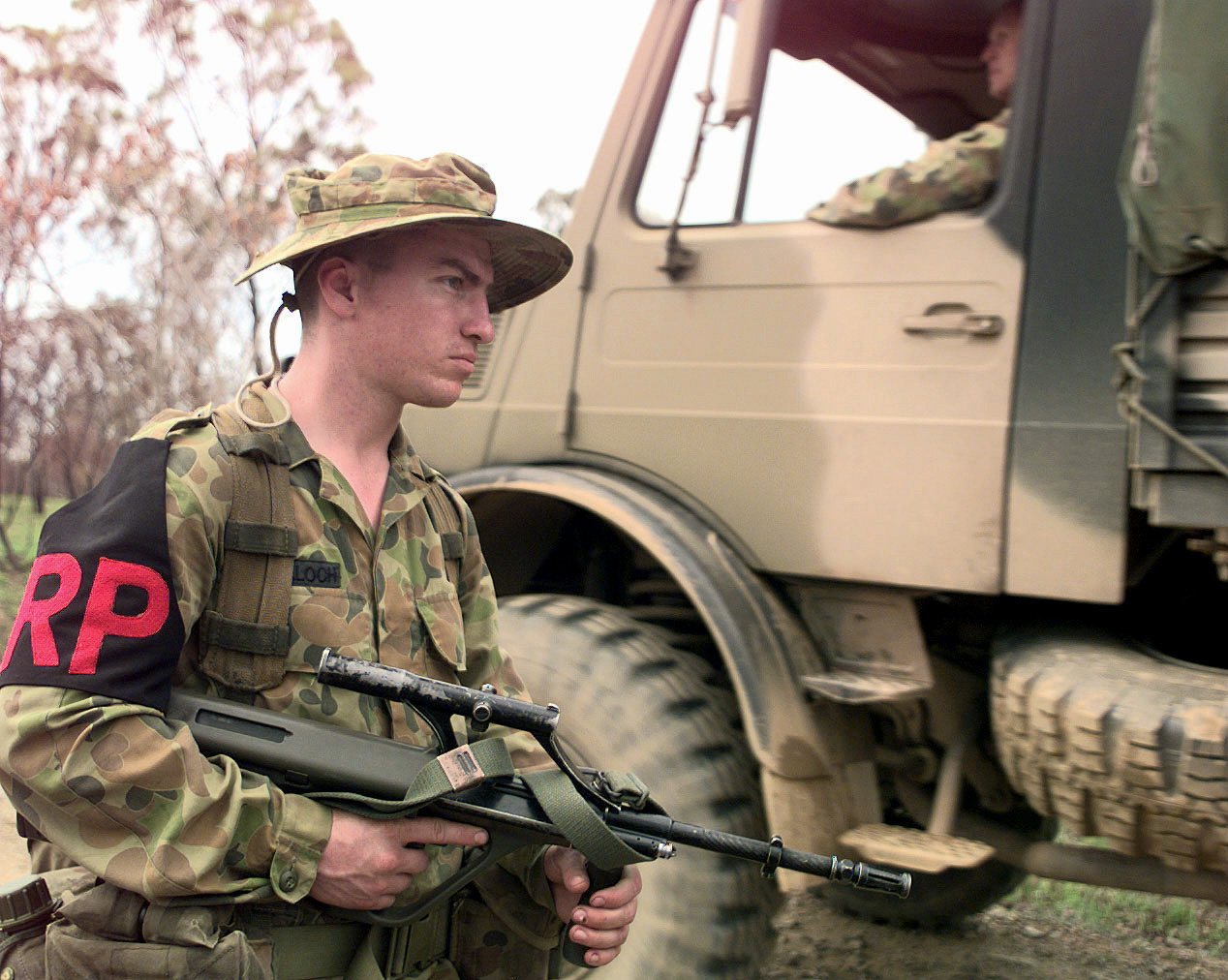
Soldato australiano armato di AUG.

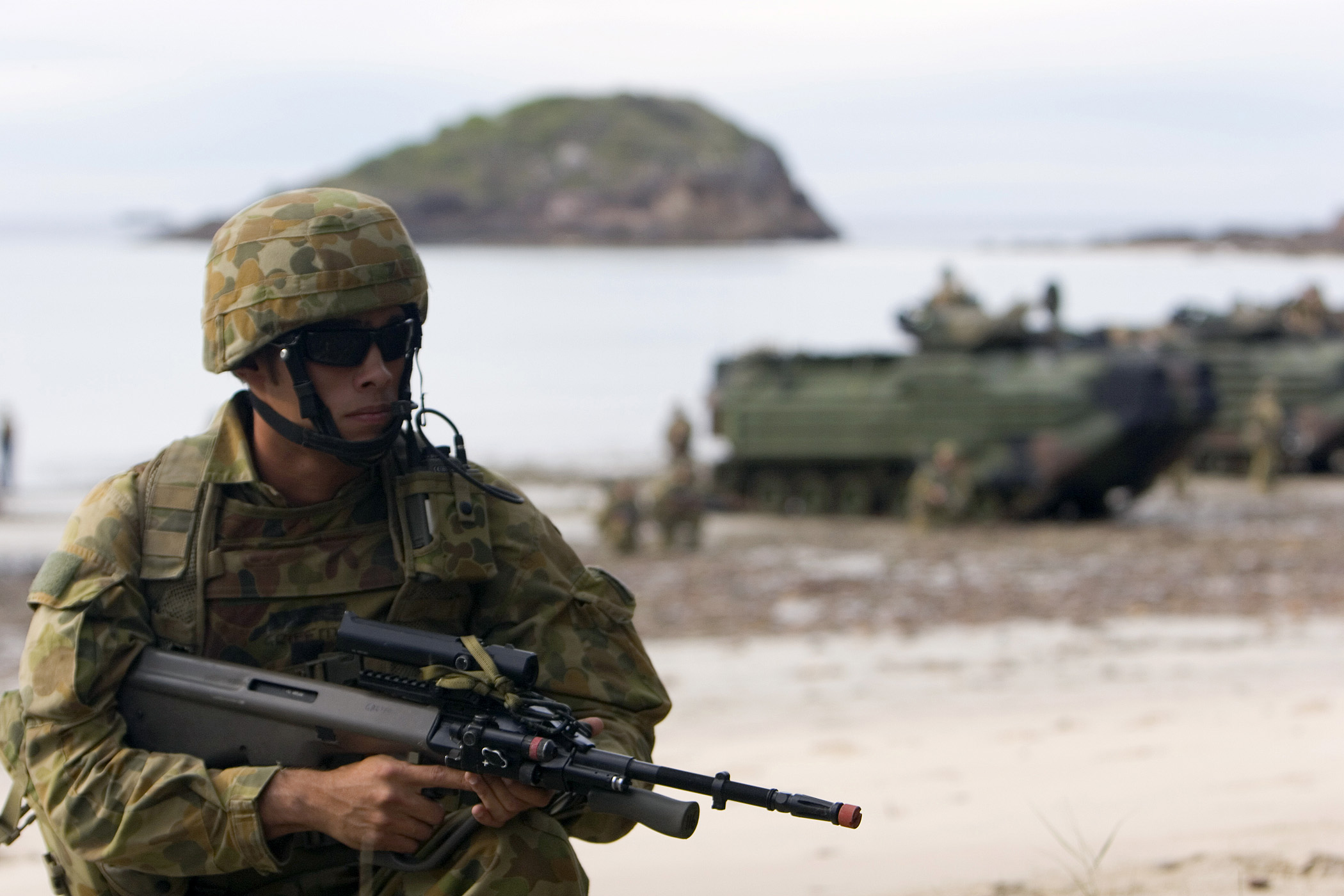
Fuciliere del 2º Battaglione del Royal Australian Regiment armato con un F88 Austeyr

- F88 Austeyr: la versione australiana dell'AUG A1. La nuova versione include l'attacco per la baionetta, la rigatura 1:7 dell'M16 A2 e un sistema che se attivato blocca la possibilità di fuoco automatico dell'arma, impedendo la selezione della modalità tramite selettore. L'AUG venne adottato dall'esercito australiano a seguito di una competizione, in cui il fucile austriaco ebbe la meglio su quello che sarebbe poi diventato il Bushmaster M17S. Altre modifiche australiane includono l'attacco per la baionetta e una rigatura 1:7 (come quella dell'M16A2 americano) ottimizzata per le munizioni standard SS109/M855 NATO da 62 grani. L'AUG vinse la competizione per l'adozione con quel prototipo che sarebbe poi divenuto il Bushmaster M17S. Le armi sono prodotte dalla Thales Australia di Lithgow[18].
- F88C Austeyr: versione carabina dell'F88, con canna da 407 mm. Viene generalmente fornita all'equipaggio dei carri o come arma da difesa personale (PDW).
- F88S A1 Austeyr: variante dell'Austeyr F88 con slitta Picatinny da 20 mm al posto del mirino ottico standard, che permette l'attacco di altri dispositive di puntamento.
- F88S A1C: variante ibrida tra F88 e F88C.
- F88 GLA: variante per l'esercito australiano con un lanciagranate M203, ma priva di attacco per la baionetta e dell'impugnatura anteriore.
- F88T: l'ADI ha sviluppato una versione dell'AUG camerato per il .22 Long Rifle, destinata ai campi di addestramento dell'esercito australiano. L'arma permette una modalità di addestramento alternativo, con munizioni a basso costo e possibilità di utilizzo in poligoni in cui le munizioni standard potrebbero causare ferimenti o incidenti di vario tipo[18].
- F88S A2: miglioramento dello standard A2 per le truppe oltreoceano (Afghanistan e Iraq in particolare). I miglioramenti includono un sistema di gas migliorato, intercambiabilità con le munizioni statunitensi, finestra di espulsione più larga, slitta Picatinny superiore più lunga, diversi sistemi di mira metallici e una slitta Picatinny inferiore per accessori secondari. L'arma viene fornita in colorazione kaki per una minore visibilità in ambienti desertici[19].
- DSTO AICW (Defense, Science & Technology Organisation Advanced Individual Combat Weapon): arma sperimentale che tentava di combinare la canna, l'azione e il caricatore dell'Austeyr F88 con un rivestimento che ospitasse un lanciagranate multicolpo da 40 mm integrato.
- EF88 Austeyr: parte del Progetto LAND 125 Soldier Combat System, l'EF-88 è un miglioramento notevole del vecchio F88 A2. I test finali sono fissati per l'ultimo periodo del 2013. I miglioramenti consistono in:

1. Slitta Picatinny superiore più lunga e presenza di slitte addizionali su tre lati della canna.
2. La corsa del grilleto è stata ridotta di 15 mm.
3. Impugnatura anteriore modulare.
4. Canna flottante.
5. Leva di armamento pieghevole.
6. Calcio migliorato per l'ergonomia.
7. Possibilità di incorporare architetture elettroniche per l'arma.
8. Lanciagranate da 40 mm a caricamento laterale.
9. Nuovo sistema elettronico KORD RIC della Thales[19][20][21].

- F90: nel Giugno 2012 la Thales presentò all'esposizione di Parigi la variante da esportazione dell'EF88, denominate F90. La modifiche principali includono una slitta sul lato inferiore dell'arma, slitte laterali rimovibili, compatibilità (opzionale) con i caricatori STANAG, un peso ridotto (con una base di 3,25 kg) e la modifica della guardia del grilletto così da poter essere impiegata come impugnatura anteriore. L'arma si presenta sotto tre varianti principali:
  - Granatiere e tiratore scelto: con canna da 508 mm.
  - CQB: con canna corta da 360 mm[22].

### Cloni
- MSAR STG-556 : presentato allo SHOT Show 2007, prodotto dalla Microtech Small Arms Research, l'arma è una variante della versione A1, con l'introduzione di un sistema di hold open simile a quello dell'M16 americano. La variante è disponibile sia in versione civile che militare[8][23].
- TPD USA AXR: mostrata per la prima volta allo SHOT Show del 2007, prodotta dalla Tactical Products Design Inc., questa variante semiautomatica era destinata tanto al mercato civile quanto a quello militare. È alimentata dai caricatori NATO standard[24], e non presenta il classico mirino AUG, ma una slitta Picatinny integrata[25].
- Type 68[26][27]: copia realizzata a Taiwan. L'arma presenta mire metalliche invece del classico mirino ottico. L'arma non è mai entrata ufficialmente in servizio[28][29].

## Utilizzatori
- Argentina: rimpiazzo per l'M16A2[30].
- Australia: in servizio dal 1989 (soprattutto nelle sue varianti)[31]. La prima unità in assoluto a ricevere il nuovo F88 fu il 6º Battaglione del Royal Australian Regiment (RAR) nel Gennaio del 1989[32].
- Austria: arma standard per l'esercito austriaco, con la nomenclatura militare StG 77[4] Utilizzato anche da EKO Cobra.[33].
- Bolivia[26].
- Brasile: utilizzato dalla Agência Brasileira de Inteligência dal Novembre del 2011[34].
- Bulgaria: utilizzato solo dalle unità anti-terrorismo[35].
- Camerun[26].
- Croazia: utilizzato dalle forze speciali[36].
- Gibuti[37].
- Ecuador[26].
- Gambia[26].
- Hong Kong: la variante A1 è in uso ad alcuni reparti speciali dell'HKPD[senza fonte].
- Indonesia[38].
- Irlanda: il fucile fu scelto nel 1988 per rimpiazzare il FAL nelle forze di difesa irlandesi. I ranger utilizzano le varianti A2 e A3[39][40][41].
- Italia: Gruppo di intervento speciale, 1º Reggimento carabinieri paracadutisti "Tuscania"[42], 7º reggimento carabinieri "Trentino-Alto Adige", 4º Reggimento Alpini Paracadutisti Rangers.
- Kazakistan: in dotazione ai team SWAT[43].
- Lussemburgo: fucile standard per l'esercito. La versione H-BAR è utilizzata solo in alcuni reparti specializzati[44]. La Polizia del Gran Ducato ha in dotazione la variante A2[45].
- Malesia: costruito su licenza dalla SME Ordnance[46]. La produzione in Malesia è cominciata nel 1991[47] con una produzione congiunta con Steyr a partire dal 2004[48][49]. Problemi legali sorsero quando la Malesia decise di abbandonare la produzione in cooperazione con la Steyr[50].
- Marocco[26][37].
- Paesi Bassi[1]
- Nuova Zelanda: in servizio dal 1988. Le prime 5.000 armi vennero consegnate dalla Steyr. La maggior parte delle armi che sono in servizio al momento sono degli Austeyr F88[51].
- Oman[26][41].
- Pakistan: in dotazione all'esercito pakistano e alla sicurezza aeroportuale[52].
- Nuova Guinea: in uso la variante F88[26].
- Filippine[53].
- Polacco[54][55].
- Arabia Saudita[37][41].
- Serbia[36].
- Siria[56].
- Repubblica Popolare Cinese[26].
- Tunisia[26][41].
- Regno Unito.
  -  Falkland[57].
- Stati Uniti[58].
- Uruguay[59]